# Inspektorat Piotrków Trybunalski Armii Krajowej
Inspektorat Piotrków Trybunalski Armii Krajowej – terenowa struktura Okręgu Łódź Armii Krajowej., kryptonim „Robert” funkcjonująca od 1940 do 2 listopada 1944. Od 2 listopada 1944 do 19 stycznia 1945 przekształcona w „Podokręg Piotrków”, kryptonim „Sąd”, „Korba”.

## Struktura
Inspektorat został powołany na przełomie 1939 i 1940 z obwodów: Piotrków Trybunalski, Tomaszów Mazowiecki i Radomsko. Szefem inspektoratu został kpt. Aleksander Mikuła „Miłosz”, „Robert”. 1 stycznia 1942 Obwód Radomsko został włączony do Inspektoratu Częstochowa Okręgu Kielce, zaś z dniem 15 grudnia 1941 do Inspektoratu włączony został obwód Rawa Mazowiecka (faktycznie włączony 1 marca 1942). Od 1 kwietnia 1942 pod rozkazy inspektoratu włączono Obwód Opoczno AK z Okręgu Kielce. 

Tym samym struktura inspektoratu od 1942 do 1944 obejmowała obwody:
- Obwód Piotrków Trybunalski AK
- Obwód Tomaszów Mazowiecki AK
- Obwód Rawa Mazowiecka AK
- Obwód Opoczno AK

Rozkazem Komendanta Głównego AK z dnia 29 października 1944, z dniem 2 listopada 1944 utworzony został „Podokręg Piotrków”, podległy bezpośrednio Komendzie Głównej. W skład podokręgu weszły dotychczasowe obwody, oraz dodatkowo rejony dotychczasowego Obwodu Koluszki-Brzeziny, znajdujące się po stronie Generalnego Gubernatorstwa jako Obwód Koluszki. Według stanu na dzień 1 grudnia 1944 podokręg liczył 10.595 żołnierzy (w tym 225 oficerów, 108 podchorążych, 94 podoficerów, 125 podoficerów rezerwy i 10 043 szeregowców). Dowództwo podokręgu objął ppłk. Stanisław Pawłowski „Powała”.

## „Burza” w Inspektoracie
W okresie „Burzy” sformowano 25 pułk piechoty AK. W jego skład początkowo weszły, tworząc jego 1 batalion: OP „Grom” ppor. Aleksandra Arkuszyńskiego – „Maja”, OP „Błyskawica” kpt. Tadeusza Dębskiego – „Marsa”, OP „Wicher” ppor. cz. w. Witolda Kucharskiego – „Wichra”, OP por. Kazimierza Załęskiego – „Bończy”, OP „Burza” sierż. Stanisława Karlińskiego – „Burzy”, OP ppor. Henryka Furmańczyka – „Henryka” i OP „Trop” ppor. Jana Mateckiego – „Groma”. Na początku września batalion przekształcony został w 25 pp dowództwo nad nim objął mjr. Rudolf Majewski – „Leśniak”, Jan Hyla.
Pułk operował w lasach przysuskich. W lipcu i sierpniu opanowano stacje kolejowe Bratków i Białaczów, urządzono zasadzki pod Sulejowem, Barkowicami Mokrymi i Kluczewem. 16 sierpnia między Sulborowicami a Sosnowicami rozbito karną ekspedycję. Straty przeciwnika wynosiły 53 zabitych i rannych.
Od września 25 pp walczył z siłami policyjnymi i wojskowymi w ramach prowadzonej przez nich operacji antypartyzanckiej. Do walk dochodziło 6 września pod Stefanowem, 26 września w rejonie Stefanów – Budy – Gałki, 14 października w Żdżarach, 23 października pod Widuchem-Myśliborzem, 27 października pod Białym Ługiem, 4 listopada pod leśniczówką Huta, 5 listopada pod Bokowem, 7 listopada pod Nowinkami i 8 listopada pod Wincentowem – Brodami. Walki te, niezwykle krwawe doprowadziły do rozwiązania pułku. Zginęło około 130 partyzantów. W polu działały jednak nadal mniejsze oddziały.